# Борисов, Афанасий Михайлович
Афана́сий Миха́йлович Бори́сов (1872 — ?) — член Государственной думы I созыва от Херсонской губернии, крестьянин.

## Биография
Православный, крестьянин Елисаветградского уезда.
Окончил двухклассное министерское училище и выдержал экзамен на право занятия классной должности в военное время. Состоял в Обществе по раздаче продовольственных ссуд.
В 1906 году был избран в I Государственную думу Херсонским губернским избирательным собранием от съезда уполномоченных от волостей. Входил в группу в беспартийных, по политическим взглядам — левее конституционных демократов. Выступал по аграрному вопросу.
Судьба после роспуска Думы неизвестна.